# Thaumalea tchakrarupa
Thaumalea tchakrarupa är en tvåvingeart som beskrevs av Schmid 1970. Thaumalea tchakrarupa ingår i släktet Thaumalea och familjen mätarmyggor. Inga underarter finns listade i Catalogue of Life.